# Presika (Labin)
Presika je naselje u Republici Hrvatskoj, u sastavu Grada Labina, Istarska županija. 

## Stanovništvo
Prema popisu stanovništva iz 2001. godine, naselje je imalo 453 stanovnika te 165 obiteljskih kućanstava.
| broj stanovnika |       |       | 264   | 293   | 332   | 382   |       |       | 440   | 393   | 351   | 249   | 236   | 339   | 453   | 578   | 561   |
|                 | 1857. | 1869. | 1880. | 1890. | 1900. | 1910. | 1921. | 1931. | 1948. | 1953. | 1961. | 1971. | 1981. | 1991. | 2001. | 2011. | 2021. |

## Povijest
Između dva svjetska rata Presika je bila značajna po svojim površinskim kamenolomima.